# Mickaël Bourgain
Mickaël Bourgain (nascido em 28 de maio de 1980) é um ciclista de pista francês, que conquistou a medalha de bronze na velocidade por equipes nos Jogos Olímpicos de Verão de 2004 em Atenas, juntamente com Laurent Gané e Arnaud Tournant, e outra medalha de bronze na velocidade individual nas olimpíadas de 2008, em Pequim.